# Уильямс-Миллс, Новлен
Новлен Уильямс-Миллс (англ. Novlene Hilaire Williams-Mills; род. 26 апреля 1982, округ Сент-Анн, Ямайка) — ямайская легкоатлетка, специализируется в спринте в основном известна по выступлениям на дистанции 400 м. Многократная призёрка Олимпийских игр и чемпионатов мира.

## Биография
На Олимпийских играх 2004 года в Афинах, в беге на 400 м, выбыла на стадии полуфинала. В эстафете завоевала бронзовую медаль, но в связи с последующей дисквалификацией Кристал Кокс, которая была одним из членов эстафетной команды США, сборная США, победившая в эстафете, может быть лишена золотой медали, и ямайская сборная вместо бронзы получит серебро. Несмотря на то, что с тех пор прошло 8 лет, окончательное решение по этому делу не принято.
На Олимпийских играх 2008 года в Пекине, как и четырьмя годами ранее в беге на 400 м, выбыла в полуфинале, а в эстафете 4х400 завоевала бронзу.
На Олимпийских играх 2012 года в Лондоне, вновь завоевала бронзовую медаль в эстафете 4×400 м, в личном беге на 400 м заняла 5-е место.
На летних чемпионатах мира завоевала за свою карьеру четыре серебряные и одну бронзовую медаль, причём все серебряные награды Уильямс-Миллс завоевала в эстафете, а единственную бронзу в личном беге на 400 м.

## Результаты
Лучшие результаты по годам и место в списке мирового сезона
| Год   | 2002  | 2003  | 2004  | 2005  | 2006  | 2007  | 2008  | 2009  | 2010  | 2011  | 2012  |
| ----- | ----- | ----- | ----- | ----- | ----- | ----- | ----- | ----- | ----- | ----- | ----- |
| 400 м | 52,05 | 51,93 | 50,59 | 51,09 | 49,63 | 49,66 | 50,11 | 49,77 | 50,04 | 50,05 | 49,78 |
| Место | 62    | 52    | 17    | 26    | 4     | 5     | 9     | 4     | 6     | 7     | 8     |

## Личные рекорды
- на открытом воздухе
  - 200 метров — 23,25 с (Велетри, 2010)
  - 400 метров — 49,63 с (Шанхай, 2006)
- в помещении
  - 400 метров — 51,25 с (Москва, 2006)